# 행운목
행운목(학명: Dracaena fragrans, 영어: happy plant)은 비짜루과에 속하는 아프리카 열대지역이 원산인 관엽식물이다. 줄기는 높이 6m 정도로 곧게 자라며, 잎은 보통 줄기 끝부분에서 잎자루가 없이 옥수수 잎처럼 빽빽히 붙어서 달린다. 이 잎은 대개 길이가 30 ~ 90cm, 너비가 3 ~ 10cm이고, 잎밑이 좁으며, 색깔은 녹색이나 짙은 녹색으로 윤이 난다. 반 그늘에서 잘 자라며, 토막낸 줄기를 물을 담은 접시에 놓고 기르기도 한다. 번식시킬 때는 줄기를 5cm 정도로 잘라서 모래에 꽂으면 뿌리가 자란다.